# Stará Ves (Moravia-Slesia)
Stará Ves (in tedesco Altendorf) è un comune della Repubblica Ceca facente parte del distretto di Bruntál, nella regione della Moravia-Slesia.